# Amylovoracidae
Famille
Les Amylovoracidae sont une famille de Ciliés de la classe des Litostomatea et non attribués à un ordre par GBIF.

## Étymologie
Le nom de la famille vient du genre type Amylovorax, composé du préfixe amyl-, « amidon », et du suffixe latin-vora, « qui se nourrit de », sans doute en référence à la présence, dans le corps cellulaire de cet organisme, de « vacuoles alimentaires contenant... un grand nombre de granules d'amidon ». 

## Description
Selon Lynn (2010) les Amylovoracidae sont de forme aplatie. Ils nagent librement dans leur milieu de vie. Leur ciliation somatique est holotriche (dont la ciliature est uniforme), parfois en spirale et/ou séparée en bandes longitudinales de cinéties étroitement adjacentes par de larges crêtes interkinétales. Les extrusomes sont sous forme de mucocystes somatiques (organites à mucus). Leur ciliature buccale est comme le prolongement des kinésies somatiques ou dans des champs vestibulaires isolés. Leur macronoyau est de forme ellipsoïde à bande allongée. Micronoyau et vacuoles contractiles sont présents. Un cytoprocte peut être présent.
Ils se nourrissant principalement d'amidon et de bactéries .

## Habitat et répartition
Selon GBIF (4 juillet 2023), les espèces de la famille des Amylovoracidae sont rares ; elles ont été observées dans une trentaine de sites, principalement en Australie, mais aussi, de façon éparse, en Afrique, Europe, Amérique et continent Antarctique.
Ils vivent soit dans les habitats terrestres, soit comme endocommensauxl des mammifères marsupiaux,.

## Liste des genres
Selon GBIF (4 juillet 2023) :
- Amylovorax Cameron & O'Donoghue, 2002
  - Espèce type : Amylovorax quokka Cameron & O'Donoghue, 2002
- Bandia Cameron & O'Donoghue, 2002

Selon Lynn (2010) :
- Amylovorax Cameron & O’Donoghue, 2002
- Bandia Cameron & O’Donoghue, 2002
- Bitricha Cameron, O’Donoghue & Adlard, 2000

## Systématique
Le nom valide de ce taxon est Amylovoracidae S.L. Cameron & P.J. O'Donoghue, 2002.
Lorsqu'ils ont créé le genre Amylovorax et la famille des Amylovoracidae, Cameron & O'Donoghue ont réaffectés au genre Amylovorax trois espèces du genre Dasytricha Schuberg, 1888, Dasytricha dehorityi, D.dogieli et D. mundayi.

## Publication originale
- (en) S.L. Cameron et P.J. O'Donoghue, « The ultrastructure of Amylovorax dehorityi comb. nov. and erection of the Amylovoracidae fam. nov. (Ciliophora: Trichostomatia) », European Journal of Protistology, Allemagne, vol. 38, no 1,‎ 2002, p. 29-44 (ISSN 1618-0429, lire en ligne).